# Conferencia para Asuntos Relacionados con la Unión Europea
La Conferencia para Asuntos Relacionados con la Unión Europea (CARUE) es un organismo español encargado de la cooperación entre la Administración General del Estado y las comunidades autónomas para articular adecuadamente la concurrencia de estas últimas en las cuestiones propias de su participación en los asuntos comunitarios europeos.
El organismo, que celebra reuniones desde 1989, está integrado por el departamento ministerial con competencias en Administración Pública y por consejeros designados por cada comunidad autónoma.